# 蔵の中
『蔵の中』（くらのなか）は、1981年公開の日本映画。肺を患い旧家の蔵の中で生活する姉と彼女を慕う弟、近くに住む女とその愛人男性の二組の男女を描いた恋愛サスペンス。主演は、山中康仁と松原留美子。

## あらすじ
京都で出版業を営む磯貝三四郎のもとに蕗谷笛二という若者が現れ、「どうかこれを読んで下さい」と持ち込みの原稿『蔵の中』を置いて帰る。『蔵の中』は、裕福な旧家である蕗谷家に暮らす笛二と伝染性の胸の病にかかった姉・小雪との日常が書かれており、三四郎は原稿を読み始める。『小雪は数日前から蕗谷家の蔵の中で寝起きしていたが、笛二は病気の感染を心配する家族をよそに、姉と蔵の中で過ごすのが好きで毎日母屋から通っていた。
ある時、小雪が少し喀血したため笛二は両親に知らせようとするが、転地療養させられるのを恐れた姉が目の前で自死しようとする。笛二は小雪の思いを汲み取って喀血したことは家族に内緒にし、しばらくの間蔵の中で一緒に寝起きすることを約束する。しかしある晩、笛二が小雪の体を清拭(入浴の代わりに布やタオルで体を拭くこと)していた所、互いに情欲が湧き上がり姉弟でありながら体の関係を持ってしまう。翌朝笛二は姉との行為を後悔し、小雪から「どうせ治る見込みが薄いなら好きなことをしたい」と懇願されるが、弟は昨夜の過ちを忘れるよう告げる。
後日、笛二は蔵の中で見つけた遠眼鏡を使って、窓から近くに住む女と交際する男の生活を覗き見するようになるが、その男女は三四郎と愛人女性だった。その後小雪も加わって笛二は遠眼鏡で三四郎と愛人の生活を覗くが、ある時口論からカッとなった三四郎が愛人の首を絞めて殺す所を目撃してしまう。人生に悲観し三四郎と愛人の行為に触発された小雪は「自分も同じように殺して欲しい」と笛二に頼み、弟は姉の首に手をかける…』。原稿を読み終えた三四郎は、笛二に会いに蕗谷家に駆けつける。

## キャスト
蕗谷笛二（ふきやふえじ）
演 - 山中康仁
裕福な老舗の小間物問屋の跡取り息子。小雪と一緒に遊んだり食事の世話をして日常的に親しく過ごしている。作中では小雪の口の動きを読んで(いわゆる読唇術)会話している。蔵で寝泊まりするようになった後、部屋で見つけた遠眼鏡を使って窓の外を見るのを楽しむようになる。小雪との姉弟仲が非常に良く薄暗い蔵で過ごす病弱な姉に寄り添う。
小雪
演 - 松原留美子
笛二の姉。肺結核か肺炎らしき病気にかかっており、家族に伝染らないよう蕗谷家の蔵の中の部屋でひっそりと生活している。5歳の頃に中耳炎にかかった影響で声を出せない。一見大人しく見えるが心の中には強い意志や時に衝動的なものを秘めている。鼓を打つ娘に模したからくり人形(「ちづる」と名付けている)がお気に入り。
磯貝三四郎
演 - 中尾彬
京都で唯一の出版業者『象徴社』を営む。冒頭で妻の命日を迎えているが妻を亡くしてまだそれほど年月が経っていない。お瀞とは長年に渡って愛人関係を続けている。本来『象徴社』は評論誌を扱っているため持ち込み原稿は読まないというスタンスを取っているが、冒頭で笛二にどうしても読んで欲しいと頼まれたため渋々読み始める。
お静
演 - 吉行和子
三四郎の愛人。小高い蕗谷家から見下ろせる場所に住んでいる。夫がいたが数年前に亡くなり現在は未亡人。生前高利貸しだった夫に教わり仕事を引き継ぎ1人で暮らしている。お互いに配偶者に先立たれて独身同士だが、三四郎がなんだかんだと理由をつけて一緒になってくれないことに不満を持つ。
真野玉枝
演 - 亜湖
三四郎の出版社の社員。三四郎のことを先生と呼んでいる。外出から戻った三四郎に、笛二という若者が持ち込みの原稿を持ってきたことを伝える。
おみね
演 - 小林加奈枝
蕗谷家のベテラン女中。“ばあや”を自称している。過去に姪を胸の病気で亡くしたこともあり、病気を患う小雪のことを心配している。毎日小雪の食事やおやつを蔵まで持っていき、蔵の入り口で待つ笛二づてに体の調子を伺う。
境内の娘
演 - きたむらあきこ（特別出演）
蕗谷家の使用人。蕗谷家で掃除などをしている。笛二に会いに来た三四郎と会話をする。

## スタッフ
- 監督 - 高林陽一
- 製作 - 角川春樹
- プロデューサー - 山田順彦、稲葉清治
- 原作 - 横溝正史「蔵の中」(角川文庫刊)
- 脚本 - 桂千穂
- 撮影 - 高林陽一、津田宗之
- 音楽 - 桃山晴衣
- 主題曲 - 桃山晴衣「遊びをせんとや生まれけん」
- 美術 - 井川徳道
- 編集 - 木村幸雄
- 録音 - 渡部芳丈
- スチール - 池田岳史
- 助監督 - 大田利秀
- 照明 - 山下礼二郎

## 製作
当時の角川映画としては破格の低予算4,000万円で製作された。

## トリビア
- 映画の冒頭とラストに掲げられた「かげろうや 塚より外に 住むばかり」という俳句は、松尾芭蕉の門弟だった内藤丈草の句で、原作には存在しないが、これは脚本を担当した桂千穂のアイディアである[2]。